# Волчья Долина (Лубенский район)

Волчья Долина (укр. Вовча Долина) — село,
Вовчикский сельский совет,
Лубенский район,
Полтавская область,
Украина.
Код КОАТУУ — 5322881103. Население по переписи 2001 года составляло 114 человек.

## Географическое положение
Село Волчья Долина находится в 2,5 км от левого берега реки Сула,
в 2-х км от сёл Вовчик и Литвяки.
По селу протекает пересыхающий ручей с запрудами.